# Garreta crenulatus
Garreta crenulatus là một loài bọ cánh cứng trong họ Bọ hung (Scarabaeidae).